# Kahanu Garden

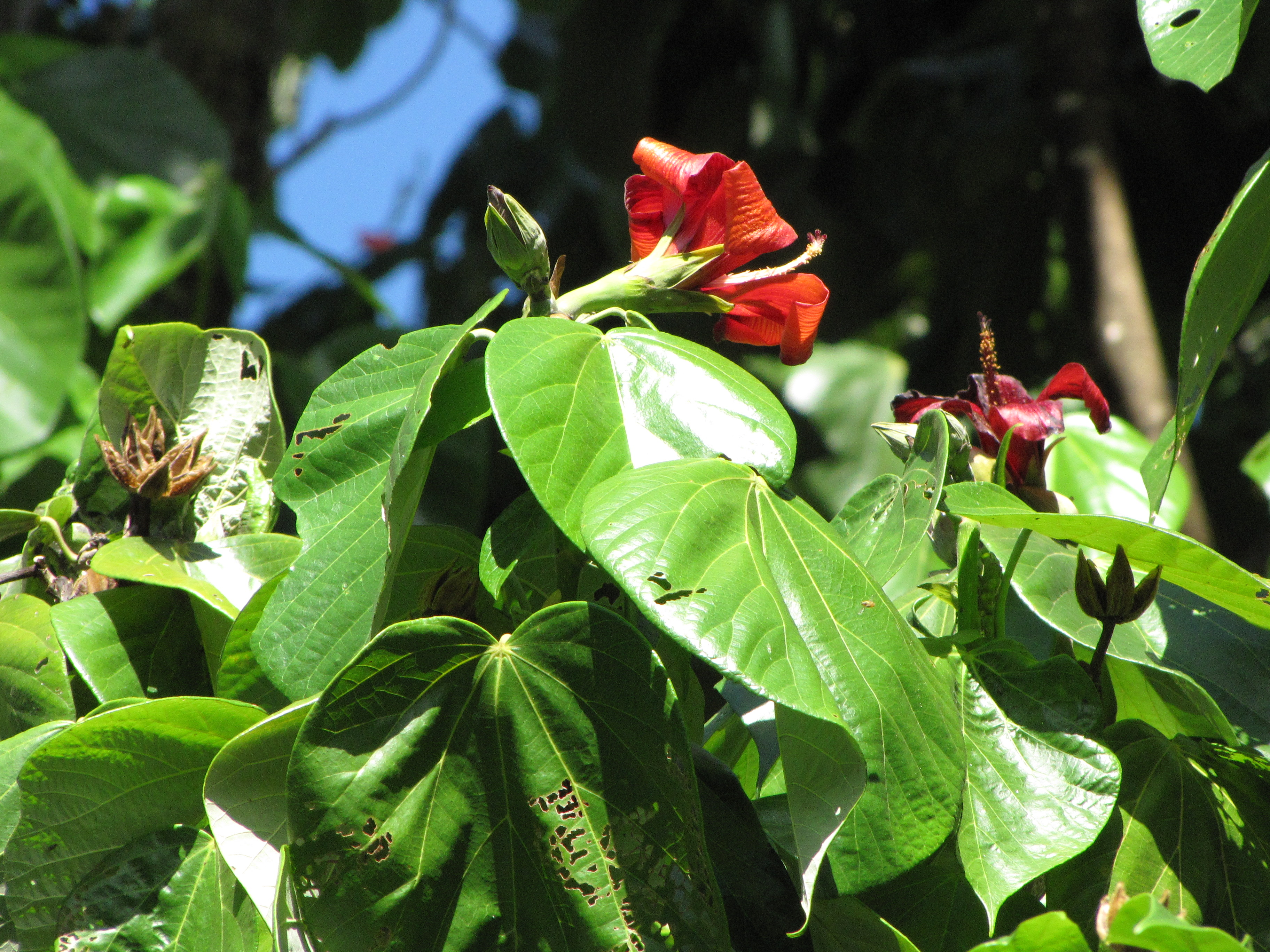
Talipariti elatum in de Kahanu Garden

De Kahanu Garden is een botanische tuin die is gelegen aan de oostkust van het Hawaïaanse eiland Maui. De tuin maakt deel uit van de National Tropical Botanical Garden (NTBG), een netwerk van tuinen en natuurreservaten op Hawaï en in Florida.
In de Kahuna Garden bevindt zich de Pi`ilanihale, een structuur van vulkanisch gesteente waarvan wordt aangenomen dat deze het grootste oude heiligdom in Polynesië vormde. Deze structuur is een National Historic Landmark.

## Geschiedenis
In 1974 droegen nazaten van Chief Kahanu 25 ha over aan de Pacific Tropical Botanical Garden (vanaf 1988 National Tropical Botanical Garden) om de Kahanu Garden te vormen. In ruil zou de organisatie de Pi‘ilanihale restaureren, onderhouden en voor het publiek openstellen. Hetzelfde jaar maakte een anonieme gift de aankoop van nog eens 25 ha aangrenzend land mogelijk. Door aankopen van aanliggende percelen in 2002 en 2008 nam de grootte van de tuin toe tot 188 ha.

## Collectie
De Kahanu Garden richt zich op planten van eilanden uit de Grote Oceaan en dan met name planten die van belang zijn voor de bewoners van Hawaï en andere culturen van Polynesië, Micronesië en Melanesië. In de tuin leert men over de culturele relaties tussen de mensen en de planten die zij per kano over de Grote Oceaan vervoeren. Diverse etnobotanische collecties zijn er te zien. De grootste collectie cultivars van de broodboom in de wereld is te vinden in de Kahanu Garden. Deze collectie dient als genenbank. Andere nutsgewassen betreffen suikerriet, kokospalm, taro, banaan, zoete aardappel en Kava. Andere planten die in de tuin groeien, zijn Adansonia, Passiflora edulis en Passiflora tarminiana.
Hiernaast bevat de tuin planten die van nature voorkomen op Maui. De helft van de tuin wordt gevormd door een bos met Pandanus tectorius. Daarnaast biedt de tuin plaats aan Pritchardia arecina, een palm die endemisch is op Maui.